# شياو دونغ وانغ
شياو دونغ وانغ (الصينية المبسطة: 王晓东؛ الصينية التقليدية: 王曉東؛ بينيين: وانج شيودونغ، من مواليد 1963) هو عالم كيمياء صيني أمريكي اشتهر بعمله في سيتوكروم سي. 
حصل على جائزة شو 2006 في علوم الحياة والطب.